# Лугаре
Лугаре је насеље у Србији у општини Лебане у Јабланичком округу. Према попису из 2022. био је 317 становника.

## Демографија
У насељу Лугаре живи 311 пунолетних становника, а просечна старост становништва износи 41,0 година (39,8 код мушкараца и 42,1 код жена). У насељу има 114 домаћинстава, а просечан број чланова по домаћинству је 3,41.
Ово насеље је великим делом насељено Србима (према попису из 2002. године).
|  |

| Демографија | Демографија | Демографија |
| Година      | Становника  | Становника  |
| ----------- | ----------- | ----------- |
| 1948.       | 380         |             |
| 1953.       | 406         |             |
| 1961.       | 399         |             |
| 1971.       | 367         |             |
| 1981.       | 380         |             |
| 1991.       | 420         | 416         |
| 2002.       | 389         | 402         |
| 2011.       | 341         |             |
| 2022.       | 317         |             |

| Етнички састав према попису из 2002.‍ | Етнички састав према попису из 2002.‍ | Етнички састав према попису из 2002.‍ | Етнички састав према попису из 2002.‍ | Етнички састав према попису из 2002.‍ |
| ------------------------------------ | ------------------------------------ | ------------------------------------ | ------------------------------------ | ------------------------------------ |
|                                      |                                      |                                      |                                      |                                      |
| Срби                                 | Срби                                 |                                      | 388                                  | 99,74%                               |

| Година пописа     | 1948. | 1953. | 1961. | 1971. | 1981. | 1991. | 2002. |
| ----------------- | ----- | ----- | ----- | ----- | ----- | ----- | ----- |
| Број домаћинстава | 56    | 68    | 77    | 80    | 90    | 96    | 114   |

| Број чланова      | 1  | 2  | 3  | 4  | 5  | 6  | 7 | 8 | 9 | 10 и више | Просек |
| ----------------- | -- | -- | -- | -- | -- | -- | - | - | - | --------- | ------ |
| Број домаћинстава | 11 | 29 | 18 | 29 | 14 | 12 | 0 | 1 | 0 | 0         | 3,41   |

| Пол    | Укупно | Неожењен/Неудата | Ожењен/Удата | Удовац/Удовица | Разведен/Разведена | Непознато |
| ------ | ------ | ---------------- | ------------ | -------------- | ------------------ | --------- |
| Мушки  | 164    | 40               | 113          | 8              | 2                  | 1         |
| Женски | 164    | 19               | 117          | 23             | 5                  | 0         |
| УКУПНО | 328    | 59               | 230          | 31             | 7                  | 1         |

| Пол    | Укупно                    | Пољопривреда, лов и шумарство | Рибарство                            | Вађење руде и камена | Прерађивачка индустрија       |
| ------ | ------------------------- | ----------------------------- | ------------------------------------ | -------------------- | ----------------------------- |
| Мушки  | 79                        | 30                            | 0                                    | 0                    | 17                            |
| Женски | 49                        | 18                            | 0                                    | 0                    | 14                            |
| УКУПНО | 128                       | 48                            | 0                                    | 0                    | 31                            |
| Пол    | Производња и снабдевање   | Грађевинарство                | Трговина                             | Хотели и ресторани   | Саобраћај, складиштење и везе |
| Мушки  | 1                         | 12                            | 6                                    | 1                    | 2                             |
| Женски | 0                         | 0                             | 7                                    | 0                    | 1                             |
| УКУПНО | 1                         | 12                            | 13                                   | 1                    | 3                             |
| Пол    | Финансијско посредовање   | Некретнине                    | Државна управа и одбрана             | Образовање           | Здравствени и социјални рад   |
| Мушки  | 0                         | 4                             | 3                                    | 2                    | 0                             |
| Женски | 0                         | 2                             | 2                                    | 1                    | 3                             |
| УКУПНО | 0                         | 6                             | 5                                    | 3                    | 3                             |
| Пол    | Остале услужне активности | Приватна домаћинства          | Екстериторијалне организације и тела | Непознато            | Непознато                     |
| Мушки  | 1                         | 0                             | 0                                    | 0                    | 0                             |
| Женски | 1                         | 0                             | 0                                    | 0                    | 0                             |
| УКУПНО | 2                         | 0                             | 0                                    | 0                    | 0                             |